# Dietrich Höling
Dietrich Höling (* um 1556 in Bremen; † 30. Oktober 1617 in Lübeck) war Kaufmann und Ratsherr der Hansestadt Lübeck.

## Leben
Der aus Bremen stammende Kaufmann Dietrich Höling war Mitglied der Lübecker Bergenfahrer und wurde 1608 in den Lübecker Rat erwählt. Er verstarb im 61. Lebensjahr und wurde Fehling zur Folge in der Jakobikirche bestattet, wo sein Grab jedoch nicht nachweisbar ist. Er erhielt aber in dieser Kirche nach seinem Tode ein Epitaph mit seinem Wappen, einer reichen Inschrift und einem kleinen Porträt gesetzt, welches sich vor dem Zweiten Weltkrieg in der Nordervorhalle befand. Seine Tochter Christiane heiratete den Bürgermeister Johann Kampferbeke.